# جاك كاميلي باريس
جاك كاميلي باريس (بالفرنسية: Jacques-Camille Paris)‏ هو دبلوماسي فرنسي، ولد في 22 نوفمبر 1902 في Gaillac ‏ في فرنسا، وتوفي في 17 يوليو 1953 في تلانس في فرنسا.

## روابط خارجية
- جاك كاميلي باريس على موقع مونزينجر (الألمانية)